# Liste des maires de Porto Alegre
Maires de Porto Alegre
| Maire                      | Début du mandat   | Fin du mandat      | Parti politique                           |
| -------------------------- | ----------------- | ------------------ | ----------------------------------------- |
| Alfredo Augusto Azevedo    | 12 octobre 1892   | 3 janvier 1896     |                                           |
| João Luiz de Farias Santos | 3 janvier 1896    | 15 octobre 1896    |                                           |
| Febeliano da Costa         | 15 octobre 1896   | 15 mars 1897       |                                           |
| José Montaury              | 15 mars 1897      | 15 octobre 1924    | Parti républicain du Rio Grande           |
| Otávio Rocha               | 15 octobre 1924   | 27 février 1928    | Parti républicain du Rio Grande           |
| Alberto Bins               | 27 février 1928   | 22 octobre 1937    | Parti républicain du Rio Grande           |
| José Loureiro da Silva     | 22 octobre 1937   | 15 septembre 1943  |                                           |
| Antônio Brochado da Rocha  | 15 septembre 1943 | 14 mai 1945        | Parti travailliste brésilien              |
| Clóvis Pestana             | 14 mai 1945       | 6 novembre 1945    | Parti social démocratique                 |
| Ivo Wolf                   | 6 novembre 1945   | 21 février 1946    |                                           |
| Egídio Soares Costa        | 21 février 1946   | 19 novembre 1946   |                                           |
| Conrado Rigel Ferrari      | 19 novembre 1946  | 27 mars 1947       |                                           |
| Gabriel Pedro Moacyr       | 27 mars 1947      | 15 juillet 1948    |                                           |
| Ildo Meneghetti            | 15 juillet 1948   | 1er février 1951   | Parti social démocratique                 |
| Elyseu Paglioli            | 1er février 1951  | 17 novembre 1951   |                                           |
| José Antonio Aranha        | 17 novembre 1951  | 1er janvier 1952   |                                           |
| Ildo Meneghetti            | 1er janvier 1952  | 3 juillet 1954     | Parti social démocratique                 |
| Lindolfo Bohel             | 3 juillet 1954    | 13 septembre /1954 |                                           |
| Manoel Osório da Rosa      | 13 septembre 1954 | 31 janvier 1955    |                                           |
| Manoel Sarmanho Vargas     | 31 janvier 1955   | 3 octobre 1955     |                                           |
| Martin Aranha              | 3 octobre 1955    | 1er janvier 1956   |                                           |
| Leonel Brizola             | 1er janvier 1956  | 29 décembre 1958   | Parti travailliste brésilien              |
| Tristão Sucupira Viana     | 29 décembre 1958  | 1er janvier 1960   |                                           |
| José Loureiro da Silva     | 1er janvier 1960  | 1er janvier 1964   | Parti démocrate chrétien-Parti libérateur |
| Sereno Chaise              | 1er janvier 1964  | 8 mai 1964         | Parti travailliste brésilien              |
| Célio Marques Fernandes    | 9 mai 1964        | 13 avril 1965      | Alliance rénovatrice nationale            |
| Renato Souza               | 13 avril 1965     | 9 juin 1965        | Alliance rénovatrice nationale            |
| Célio Marques Fernandes    | 9 juin 1965       | 31 mars 1969       | Alliance rénovatrice nationale            |
| Telmo Thompson Flores      | 31 mars 1969      | 8 avril 1975       | Alliance rénovatrice nationale            |
| Guilherme Socias Villela   | 8 avril 1975      | 8 avril 1983       | Alliance rénovatrice nationale            |
| João Antonio Dib           | 8 avril 1983      | 1er janvier 1986   | Partido Democrático Social                |
| Alceu de Deus Collares     | 1986              | 1988               | Parti démocratique travailliste           |
| Olívio Dutra               | 1989              | 1992               | Parti des travailleurs                    |
| Tarso Genro                | 1993              | 1996               | Parti des travailleurs                    |
| Raul Pont                  | 1997              | 2000               | Parti des travailleurs                    |
| Tarso Genro                | 2001              | 2002               | Parti des travailleurs                    |
| João Verle                 | 2002              | 2004               | Parti des travailleurs                    |
| José Fogaça                | 2005              | 2008               | Parti populaire socialiste                |
| José Fortunati             | 2008              | 2017               | Parti démocratique travailliste           |
| Nelson Marchezan Júnior    | 1er janvier 2017  | 1er janvier 2021   | Parti de la social-démocratie brésilienne |
| Sebastião Melo             | 1er janvier 2021  | en cours           | Mouvement démocratique brésilien          |